# Austrebertha
Svatá Austrebertha nebo také Austreberta či Eustreberta z Pavilly (630, Thérouanne – 10. února 704, Pavilly) byla franská benediktinka a abatyše.

## Životopis
Narodila se roku 630 jako dcera svatého Framechilda a falckraběnky Badefrid. Odmítla se vdát a okolo roku 656 vstoupila do kláštera Port-le-Grand v Ponthieu. Hábit získala od svatého Otmara. Založila klášter v domě svých rodičů v Marconne a poté v Pavilly. Podle křesťanské legendy konala zázraky.
Zemřela 10. února 704.

## Úcta
Jsou po ní pojmenovány dvě obce: Sainte-Austreberthe v departementu Seine-Maritime a Sainte-Austreberthe v departementu Pas-de-Calais.
Její svátek je připomínán 10. února.